# Victor Lecerf
Victor Lecerf was een Frans onderofficier, zakenman en slavenhandelaar.
Lecerf begon zijn loopbaan als militair te Saint-Louis, Senegal, waar hij opklom als cavalerist bij de Spahi, de Franse koloniale cavalerieregimenten.
In 1852 koos hij voor handelsvertegenwoordiger van de Antwerpse firma Henri Serigiers. Na een erfenis van een oom in Parijs zakte hij af van Gorée naar Bissao en de Bissagos-eilanden. Ten slotte vestigde hij zich, samen met zijn vrouw, Antónia Mattos aan de rechteroever van de Rio Cacine (Cassini). Zijn handelspost wordt vermeld op de kaart van Afrika van Regnauld de Lannoy de Bissy. Daar exploiteerde hij een ponta of plantage.
In de loop van 1856 geraakte hij in opspraak wegens trans-Atlantische slavenhandel, samen met Colombino Wiski en John Nelson Bicaise. Vermoedelijk signaleerden Portugese autoriteiten te Bissao dit aan de Franse vlootbasis te Gorée.
In maart 1857 lanceerde de stoomraderboot Le Dialmath onder bevel van Aristide Vallon een aanval op het drietal. Enkele dagen later, op 25 maart 1857, nam Vallon namens Frankrijk de monding van de Rio Cacine in bezit, echter niet zonder de handtekeningen van Bicaise en Lecerf zelf. Colombino Wiski, de laatste van het drietal, bevond zich niet ter plaatse. Hij was samen met het voorschot van de te leveren slaven, voortijdig naar de Verenigde Staten gevlucht.
Hierna bleef Lecerf langs de Rio Cacine wonen. Zijn factorij wordt nog in 1882 vermeld, op de bijbehorende kaart van het boek over de expeditie van Olivier de Sanderval naar het Fula-rijk op de hoogvlakte van Fouta Djalon.